# إم 22 لوكست
إم 22 لوكست (بالإنجليزية: M22 Locust) ويُطلق عليها اختصارًا إم 22 هي دبّابة أمريكيّة خفيفة، تم تصنيعها في أربعينيّات القرن العشرين كآليّة مُجوقَلة في الولايات المُتحدة عندما تلقّت إدارة الذخائر الأمريكيّة طلبًا من مكتب الحرب البريطاني للدعم في الحرب العالمية الثانية.

## التاريخ
قامت شركة مارمون-هرينغتون الأمريكيّة بإنتاج 830 دبّابة من نوع إم 22 بين عاميّ 1942 و1945 لدعم قوّات الحلفاء في الحرب العالميّة الثانية. كما شاركت هذه الدبّابة في الحرب العربية الإسرائيلية عام 1948، حيث استخدمتها مصر ضد القوّات الإسرائيليّة.

## المستخدمون
- بلجيكا
- مصر
- المملكة المتحدة
- الولايات المتحدة

## وصلات خارجية
- قاعدة بيانات الدبابة، AFV (بالإنجليزية)
- قاعدة بيانات الدبابة، OnWar (بالإنجليزية)